# 連体形
連体形（れんたいけい）とは、日本語の用言における活用形の一つである。日本語の用言は語形変化を起こすが、活用形とは学校文法において語形変化後の語形を6つに分類したものであり、連体形はそのうちの一つで4番目に置かれる。

## 定義
連体とは「体言に連なる」の意味であり、名詞の前での語形に基づいている。東条義門の『和語説略図』（1833年）において連体言とされて以来の名称である。
四段動詞・ラ変動詞はウ段音となり、その他の活用は一段活用を除いて、ウ段音+「る」で終わる。また形容詞は「き」の形をとり、形容動詞は「なる・たる」の形を取る。連体形につく助詞・助動詞は「が」「に」「を」「なり（断定）」などであり、体言そのものにもつくものである。これは現在「連体形＋の」で表されるものが、文語では連体形のみで表すことができたためである。
なお形容詞に「かる・しかる」があるが、これは「らむ」「らし」「めり」「べし」「まじ」に接続する語形をここに分類したためである。
また現代口語においては一段活用にウ段音は失われてエ段音またはイ段音となり、形容詞は「い」、形容動詞は「な」を取っている。なお動詞・形容詞の終止形は連体形に統合されたのであるが、形容動詞だけは終止形と異なる語形となっている。
| 文語     | 文語         | 文語     | 文語                    | 文語        | 口語         | 口語   | 口語     | 口語 | 口語 |
| 品詞     | 活用の種類   | 例語     | 語形                    | 語形        | 活用の種類   | 例語   | 語形     | 語形 |      |
| -------- | ------------ | -------- | ----------------------- | ----------- | ------------ | ------ | -------- | ---- | ---- |
| 動詞     | 四段活用     | 書く     | かく                    | -u          | 五段活用     | 書く   | かく     | -u   |      |
| 動詞     | ラ行変格活用 | あり     | ある                    | -u          | 五段活用     | 書く   | かく     | -u   |      |
| 動詞     | ナ行変格活用 | 死ぬ     | しぬる                  | -uる        | 五段活用     | 書く   | かく     | -u   |      |
| 動詞     | 下一段活用   | 蹴る     | ける                    | -eる        | 下一段活用   | 受ける | うける   | -eる |      |
| 動詞     | 下二段活用   | 受く     | うくる                  | -uる        | 下一段活用   | 受ける | うける   | -eる |      |
| 動詞     | 上一段活用   | 着る     | きる                    | -iる        | 上一段活用   | 起きる | おきる   | -iる |      |
| 動詞     | 上二段活用   | 起く     | おくる                  | -uる        | 上一段活用   | 起きる | おきる   | -iる |      |
| 動詞     | カ行変格活用 | 来       | くる                    | -uる        | カ行変格活用 | 来る   | くる     | -uる |      |
| 動詞     | サ行変格活用 | す       | する                    | -uる        | サ行変格活用 | する   | する     | -uる |      |
| 形容詞   | ク活用       | なし     | なき なかる             | -き -かる   |              | ない   | ない     | い   |      |
| 形容詞   | シク活用     | 美し     | うつくしき うつくしかる | しき しかる |              | ない   | ない     | い   |      |
| 形容動詞 | ナリ活用     | 静かなり | しづかなる              | なる        |              | 静かだ | しずかな | な   |      |
| 形容動詞 | タリ活用     | 堂々たり | だうだうたる            | たる        |              | 静かだ | しずかな | な   |      |

## 言語学から見た連体形
語形変化のある語において変化しない部分は語幹と呼ばれ、それに付属することで語形に変化をもたらし、文法的意味しかもたないものを語尾と呼ぶ。形態論により日本語の語形を音素レベルまで分解して考えると、動詞は子音語幹動詞と母音語幹動詞に分けられる。子音語幹動詞は四段動詞・ラ変動詞・ナ変動詞のことをいい、kak-anai、kak-imas-u、kak-u…のようにローマ字分析すると変化しない語幹部分は子音で終わっている。一方、母音語幹動詞は一段動詞・二段動詞である。ただし、現代口語において幹母音の母音交替はなく、語幹は一定であるが、文語において幹母音は母音交替を起こして2通りの語形をもっている。なおいわゆるサ変動詞・カ変動詞は不規則な変化をする不規則動詞である。
このように見る時、動詞の連体形は母音で始まる-uという語尾によって作られていると言える。これは子音語幹動詞には直接ついてウ段音を形成する一方、母音語幹動詞に付く場合は、母音が連続してしまうので、これを避けるために/r/が挿入される。例えば、口語において「書く」は kak-u となるが、「食べる」は tabe-ru というように r が挿入されている。文語においてはさらにruの前の幹母音が u に母音交換される。一方、形容詞は語幹に-iをつけることで連体形を表しているが、現代口語では語幹の k が脱落している。なお形容動詞は間に指定・措定の語尾として-ar-（あり）が挿入されているので、その活用は「あり」に従い「なる」となる。

## その他の言語の連体形
他の言語の動詞等にも、連体形またはそれに相当する活用形がある。
朝鮮語の動詞や形容詞には連体形があるが、時制（過去・現在・未来等）の区別があり、これらは終止形で時制を表現する様式とは別である。
また基本的には日本語と同様に膠着語であるアルタイ諸語（モンゴル語・トルコ語等）やウラル語族（ハンガリー語・フィンランド語等）の動詞にも連体形に当たる活用形がある。これらは分詞あるいは形動詞という印欧語的な文法用語で呼ばれることが多い。しかし、印欧語では従属節の機能を一般には関係詞で表すのに対し、これらの言語では活用形によりそれを表す点で、日本語に近い。